# Welcome Reality
Welcome Reality – pierwszy koncepcyjny album studyjny angielskiego zespołu Nero, wydany 12 sierpnia 2011 roku. W 2012 roku została wydana reedycja zatytułowana Welcome Reality +.

## Lista utworów
1. "2808" - 1:53
2. "Doomsday" - 4:12
3. "My Eyes" - 4:41
4. "Guilt" - 4:43
5. "Fugue State" - 3:35
6. "Me and You" - 4:08
7. "Innocence" - 5:08
8. "In the Way" - 3:57
9. "Scorpions" - 5:56
10. "Crush on You" - 4:10
11. "Must Be the Feeling" - 4:03
12. "Reaching Out" - 4:45
13. "Promises" - 4:17
14. "Departure" - 5:34

Deluxe Version
1. "Angst" - 4:51
2. "Welcome Reality VIP" - 4:27
3. "This Way" - 5:49
4. "New Life" - 4:33
5. "Choices" - 6:14
6. "Symphony 2808" - 17:34

Welcome Reality +
1. "Won't You (Be There)" - 4:03
2. "Etude" - 4:17
3. "Promises" (Skrillex & Nero Remix) - 4:28